# Poroma
Poroma es una localidad y municipio de Bolivia, ubicado en la provincia de Oropeza en el departamento de Chuquisaca.

## Geografía
Este municipio se encuentra en la parte central de la Cordillera Central de los Andes bolivianos, entre el Altiplano en el oeste y las tierras bajas al este. El clima es frío-templado, un clima de montaña que se caracteriza por amplias fluctuaciones de temperatura durante el día.
La temperatura promedio anual en la región es menor a 16 °C, los valores promedio mensuales varían entre unos 14 °C en junio/julio y 17 °C en octubre/noviembre. La precipitación anual es de más de 700 mm y presenta cinco meses áridos -mayo a septiembre- con valores mensuales inferiores a 25 mm. Los meses de verano, -diciembre a marzo- tienen lluvias de 100 a 150 mm.

## Ubicación
Es uno de los tres municipios de la provincia de Oropeza, ubicado en la zona noroccidental del departamento. Limita al norte y al oeste con el departamento de Potosí, al sur con el municipio de Sucre, y al este con el departamento de Cochabamba.
El municipio se encuentra aproximadamente entre 18° 21' y 18° 57' latitud Sur y 65° 14' y 65° 42' de longitud Oeste. Su extensión de este a oeste es de hasta 40 km y de norte a sur hasta 55 km.
Tiene 186 localidades. La ubicación central del municipio es el pueblo Poroma con 278 habitantes (censo de 2001).

## Demografía
De acuerdo con el censo boliviano de 2024, la población del municipio de Poroma es de 13 640 habitantes.
La población del municipio aumentó entre 1992 y 2012 y luego volvió al nivel de 1992:
| Año  | Habitantes (municipios) | Habitantes (localidad) | Fuente |
| ---- | ----------------------- | ---------------------- | ------ |
| 1992 | 13 659                  | 81                     | Censo  |
| 2001 | 16 101                  | 278                    | Censo  |
| 2012 | 17 349                  | 680                    | Censo  |
| 2024 | 13 640                  |                        | Censo  |

La densidad de población en el censo de 2001 era de 11,6 habitantes/km2, la tasa de alfabetización de los mayores de 6 años de edad que era de 40,3 % (1992) aumentó a 60,1 %. La esperanza de vida de los recién nacidos era de 52,8 años, la tasa de mortalidad infantil bajó de 12,6 % (1992) al 11,0 % en 2001.
El 99,5 % de la población habla quechua, el 33,0 % de la población habla español, y el 0,1 % habla aimara.
96,0 % de la población no tiene acceso a la electricidad, mientras que el 95,3 % vive sin instalaciones sanitarias.
54,0 % de los 3890 hogares tiene radio; televisión tiene un 1,0 %; el 2,7 % bicicleta; motocicleta el 0,1 %; 0,4 % coche; el 0,2 % tiene refrigerador; y 0 % posee teléfono fijo.

## División política
El municipio se componía de los siguientes seis cantones, antes de que sean eliminados de la división territorial:
- Cantón Poroma - 17 Vicecantones - 93 comunidades - 5431 habitantes
- Cantón Pojpo - 22 Vicecantones - 40 comunidades - 3640 habitantes
- Cantón Sapse - 7 Vicecantones - 12 comunidades - 1049 habitantes
- Cantón Sijcha - 12 Vicecantones - 17 comunidades - 2892 habitantes
- Cantón Copavillkhi - 6 Vicecantones - 9 comunidades - 1329 habitantes
- Cantón Huañoma - 6 Vicecantones - 15 comunidades - 1760 habitantes[3]

## Transporte
Poroma se encuentra a 98 kilómetros por carretera al norte de Sucre, la capital de Bolivia.
Desde Sucre, un camino de tierra corre hacia el norte entre el antiguo aeropuerto al oeste y el Parque Cretácico al este, subiendo a más de 3000 m s. n. m. en partes en su primer tramo. Luego de 40 km cruza a una altitud de 2300 m el río Maran Mayu y vuelve a ascender en serpentinas hasta superar los 3000 m. La cresta de la carretera se encuentra diez kilómetros antes de Poroma a más de 3200 m s. n. m.